# Dressed for Success
Dressed for success (en català, Vestit/a per a l'èxit) és el segon senzill internacional del grup suec Roxette enregistrat el 1989. Pertany al disc Look Sharp!. Aquesta cançó que en un principi fou el primer senzill al seu país nadiu, va ésser un altre hit als Estats Units darrere The Look, encara que no assolaria mai el No.1 (estaria el No.2).
La història de l'enregistrament del tema està marcada per la disputa entre els membres de la banda; que finalment Marie Fredriksson donaria la seva veu. L'any 1995 se'n faria una versió nova inclosa al CD single The Look ‘95.

## Llista de cançons
El 1988
- Format 7’’:

Costat A: 1. "Dressed for success"
Costat B: 2. "The voice"
- Format 12’’:

Costat A:
1. "Dressed for success" (The Look Sharp! mix)
Costat B:
1. "Dressed for success" (instrumental)
2. "Dressed for success" (7" version)
3. "The voice"
El 1989
- Format CDM:

1. "Dressed for success"
2. "Dressed for success" (The Look Sharp! mix)
3. "The voice"
El 1990
- Format 7":

Costat A: 1. "Dressed for success"
Costat B: 2. "The voice"
- Format CD:

1. "Dressed for success" (single version)
2. "The Look" (Big Red Mix)
3. "Dressed for success" (new radio mix)
4. "The voice"

## CD's on apareix
- Look Sharp! (1987)
- Tourism: Songs From Studios, Stages, Hotelrooms & Other Strange Places (1992) (Live)
- Rarities (1995) (MTV unplugged)
- Don't Bore Us-Get to the Chorus: Roxette's Greatest Hits (1995)
- The Look '95 (1995)
- The Greatest (1998)
- The Pop Hits (2003)
- A Collection of Roxette Hits - Their 20 Greatest Songs! (2006)
- The Rox Box/Roxette '86-'06 (2006)